# Un notaire à marier
Un notaire à marier est une comédie-vaudeville en trois actes d'Eugène Labiche, représentée pour la première fois à Paris au Théâtre des Variétés le 19 mars 1853.
Les collaborateurs d'Eugène Labiche sont Marc-Michel et Arthur de Beauplan. La pièce est publiée aux éditions Michel Lévy frères.

## Quelques répliques
Un mariage d'amour ! Monsieur vous êtes la honte du notariat moderne ! (Buzonville)

## Distribution
| Acteurs et actrices ayant créé les rôles |                      |
| Personnage                               | Acteur ou actrice    |
| Ernest Desruel, notaire                  | M. Charles Pérey     |
| Buzonville, ancien notaire               | Numa                 |
| Champignol, riche marchand verdurier     | M. Adolphe Leclère   |
| Canuche, son garçon de boutique          | M. Kopp              |
| De Lussang                               | M. Mutée             |
| Théodule, élève de l'école de Saumur     | M. Delière           |
| Pont-Bichet                              | M. Charier           |
| Lucien, premier clerc                    | M. Rhéal             |
| Mme de Lussang                           | Mme Gabrielle        |
| Lucile, sa filleule                      | Mme Blanche          |
| Madeleine, fille de Champignol           | Mlle Virginie Duclay |
| Mme de Vertmoellon                       | Mme Génot            |
| Mlle de Vertmoellon, sa fille            | Mme Eugénie          |
| Premier clerc parlant                    | M. Delpèche          |
| Deuxième clerc parlant                   | M. Édouard           |
| Troisième clerc parlant                  | M. Ogalif            |
| Quatrième clerc parlant                  | Mlle Clémence        |
| Premier domestique parlant               | M. Pellerin          |
| Deuxième domestique parlant              | M. Louis             |